# Hermes DVS in het seizoen 1966/67
Het seizoen 1966/1967 was het 13e jaar in het bestaan van de Schiedamse betaaldvoetbalclub Hermes DVS. De club kwam uit in de Tweede divisie en eindigde daarin op de 15e plaats.

## Wedstrijdstatistieken

### Tweede divisie
|       | AGOVV | Baronie | EDO   | Excelsior | Fortuna | Gooiland | Haarlem | Heerenveen | Helmondia '55 | Hilversum | HVC   | Limburgia | NOAD  | PEC   | Roda JC | Tubantia | Veendam | FC VVV | Wageningen | Wilhelmina | ZFC   | Zwolsche Boys |
| ----- | ----- | ------- | ----- | --------- | ------- | -------- | ------- | ---------- | ------------- | --------- | ----- | --------- | ----- | ----- | ------- | -------- | ------- | ------ | ---------- | ---------- | ----- | ------------- |
| Thuis | 6 – 1 | 3 – 0   | 2 – 3 | 4 – 1     | 3 – 0   | 0 – 0    | 2 – 2   | 0 – 1      | 1 – 0         | 2 – 2     | 1 – 1 | 1 – 1     | 1 – 2 | 2 – 1 | 4 – 1   | 2 – 1    | 0 – 3   | 2 – 3  | 0 – 0      | 2 – 2      | 1 – 0 | 7 – 1         |
| Uit   | 7 – 0 | 0 – 2   | 1 – 0 | 3 – 2     | 0 – 1   | 2 – 2    | 2 – 0   | 2 – 1      | 1 – 0         | 2 – 0     | 2 – 1 | 0 – 0     | 0 – 0 | 0 – 2 | 1 – 0   | 3 – 2    | 3 – 0   | 4 – 2  | 2 – 0      | 3 – 1      | 1 – 1 | 0 – 0         |

## Statistieken Hermes DVS 1966/1967

### Eindstand Hermes DVS in de Nederlandse Tweede divisie 1966 / 1967
| Stand | Gespeeld | Gewonnen | Gelijk | Verloren | Punten | Doelpunten voor | Doelpunten tegen |
| ----- | -------- | -------- | ------ | -------- | ------ | --------------- | ---------------- |
| 15e   | 44       | 13       | 12     | 19       | 38     | 63              | 65               |

### Topscorers
| Competitie \| # \| Naam \| \| \| ------ \| ------------------- \| -- \| \| 1. \| Cees van Kooten \| 22 \| \| 2. \| Wim Klein \| 14 \| \| 3. \| John Heikamp \| 5 \| \| 4. \| Piet van der Burg \| 4 \| \| 4. \| Gerard Flaes \| 4 \| \| 4. \| Jaap van de Griend \| 4 \| \| 7. \| Frans van der Heide \| 3 \| \| 8. \| John Beijer \| 1 \| \| 8. \| Jack Heijster \| 1 \| \| 8. \| Wil Jansen \| 1 \| \| 8. \| Toon Korporaal \| 1 \| \| 8. \| Piet van Mullem \| 1 \| \| 8. \| Cor Vonhof \| 1 \| \| 8. \| Martin van Wijk \| 1 \| \| Totaal \| Totaal \| 63 \| |                     |      |
| # | Naam                | Goal |
| 1. | Cees van Kooten     | 22   |
| 2. | Wim Klein           | 14   |
| 3. | John Heikamp        | 5    |
| 4. | Piet van der Burg   | 4    |
| 4. | Gerard Flaes        | 4    |
| 4. | Jaap van de Griend  | 4    |
| 7. | Frans van der Heide | 3    |
| 8. | John Beijer         | 1    |
| 8. | Jack Heijster       | 1    |
| 8. | Wil Jansen          | 1    |
| 8. | Toon Korporaal      | 1    |
| 8. | Piet van Mullem     | 1    |
| 8. | Cor Vonhof          | 1    |
| 8. | Martin van Wijk     | 1    |
| Totaal | Totaal              | 63   |

## Voetnoten
AGOVV · Baronie · EDO · Excelsior · Fortuna · Gooiland · Haarlem · Heerenveen · Helmondia '55 · Hermes DVS · Hilversum · HVC · Limburgia · NOAD · PEC · Roda JC · Tubantia · Veendam · FC VVV · Wageningen · Wilhelmina · ZFC · Zwolsche Boys